# سیارک ۱۳۷۵
سیارک ۱۳۷۵ (به انگلیسی: 1375 Alfreda، نامگذاری:1935UB) هزار و سیصد و هفتاد و پنجمین سیارک کشف شده‌است که در ۲۲ اکتبر ۱۹۳۵ کشف شد.
قدر مطلق سیارک برابر ۱۱٫۶۰ است.